# Arne Swabeck
Arne Swabeck, född 1890 i Danmark, död 1986, var en dansk-amerikansk kommunist.
Från 1909 till 1914 besökte han ett stort antal länder varefter han återvände till Danmark, och kom 1916 till USA där han gick med i Socialist Party of America i Chicago. 1919 var Swabeck en av de som tillsammans med bland andra John Reed bildade Communist Labor Party of America, senare Communist Party USA (maj 1921) och därefter Workers Party of America (från slutet av 1921). Swabeck representerade Workers Party of America i Kominterns exekutivkommitté under sex månader 1922 och var delegat för partiet vid Kominterns fjärde kongress.
1928 uteslöts han ur partiet för sina trotskistiska åsikter. Swabeck träffade själv Trotskij i Turkiet 1933, där denne då befann sig i exil. Han var en ledande medlem av Socialist Workers Party då partiet bildades 1938. Från 1958 stödde han Mao Zedong och den kinesiska utvecklingen, och uteslöts 1967 från Socialist Workers Party för sina maoistiska åsikter.
Swabeck ledde en liten maoistisk organisation som på 1970-talet gick upp i New American Movement.